# 찬란한 나의 복수
《찬란한 나의 복수》는 2023년에 개봉한 대한민국의 영화이다.

## 캐스팅

### 주연
- 허준석 : 류이재 역
- 이영석 : 임학촌 역
- 남보라 : 엄소현 역

### 조연
- 오태경 : 영태 역
- 신원호 : 벙어리 역